# LSV Pilsen
Der Luftwaffen Sportverein Pilsen war ein kurzlebiger Sportverein im vom Deutschen Reich besetzten Pilsen.

## Geschichte
| Liga und Saison                            | Platz | Tore  | Punkte |
| ------------------------------------------ | ----- | ----- | ------ |
| Gauliga Sudetenland 1940/41 (Gruppe 1)     | 1     | 34:12 | 16:0   |
| Gauliga Sudetenland 1941/42 (Staffel West) | 6     | 11:35 | 3:17   |
| Gauliga Sudetenland 1942/43 (Staffel West) | 1     | 33:13 | 20:0   |
| Gauliga Sudetenland 1943/44 (Gruppe 1)     | 6     | 12:22 | 3:7    |

Zur Saison 1940/41 stieg der LSV aus der Bezirksliga in die Gauliga Sudetenland auf. In die Staffel 1 eingruppiert konnte die Mannschaft gleich in ihrer ersten Saison den ersten Platz erreichen. Mit einem Torverhältnis von 34:12 gelang so auch eine perfekte Saison ohne Unentschieden oder Niederlage. Im Finale der Gaumeisterschaft trat die Mannschaft dann schließlich gegen die NSTG Prag an. Im Spiel am 23. März 1944 unterlag am Ende der LSV aber mit 4:2. Zur Saison 1941/42 wurde die Mannschaft in die Staffel West eingruppiert. Mit einem Torverhältnis von 3:17 landete man im Gegensatz zur Vorsaison aber auf dem sechsten und damit letzten Platz der Gruppe, stieg jedoch nicht wieder ab. Die nächste Saison wurde dann wieder besser und am Ende der Saison konnte wieder erste Platz eingefahren werden, mit 20:0 Punkten glückte auch hier wieder eine perfekte Saison. In der Finalrunde konnte sich die Mannschaft dann aber auch wieder nicht durchsetzen und landete als letzter der Tabelle hinter dem MSV Brünn und der NSTG Budweis auf dem dritten Platz. Am 4. Juli 1943 trat die Mannschaft gegen die NSTG Budweis zur Qualifikation für den Tschammerpokal 1943 an. Das Spiel wurde mit 1:4 verloren. Zur Saison 1943/44 wurde der LSV wieder in die Gruppe 1 eingegliedert. Am Ende der Saison stand die Mannschaft dann mit 3:7 Punkten auf dem sechsten und damit vorletzten Platz. Die darauf folgende Saison 1944/45 wurde kriegsbedingt bereits nach einigen wenigen gespielten Spielen abgebrochen. Nach dem Ende des Krieges wurde Böhmen wieder ein Teil von Tschechien und der Verein wurde aufgelöst.